# Tisaniba mulu
Tisaniba mulu es una especie de araña del género Tisaniba, familia Salticidae. Fue descrita científicamente por Zhang & Maddison en 2014.
Habita en Malasia (Borneo).